# Riserva naturale statale Isole di Ventotene e Santo Stefano
La riserva naturale statale Isole di Ventotene e Santo Stefano è un'area protetta istituita nel 1999, situata in provincia di Latina in Lazio, e comprende il territorio dell'Isola delle isole di Ventotene e Santo Stefano, le acque delle due isole sono comprese invece nell'Area naturale marina protetta Isole di Ventotene e Santo Stefano.